# Steve Mason (hokeista)
Steve Mason (ur. 29 maja 1988 w Oakville, Ontario) – kanadyjski hokeista, reprezentant Kanady.

## Kariera
- Oakville Rangers Minor Mdgt AAA (2003-2004)
- Grimsby Peach Kings (2004-2005)
- Petrolia Jets (2005)
- London Knights (2005-2008)
- Kitchener Rangers (2008)
- Syracuse Crunch (2008)
- Columbus Blue Jackets (2008-2013)
- Philadelphia Flyers (2013-2017)
- Winnipeg Jets (2017-2018)
- Manitoba Moose (2017/2018)

Przez trzy sezony występował w kanadyjskiej lidze juniorskiej OHL w ramach CHL. W tym czasie w drafcie NHL z 2006 został wybrany przez Columbus Blue Jackets. W barwach tego zespołu od 2008 rozegrał niespełna pięć pierwszych sezonów w lidze NHL. Od kwietnia 2013 zawodnik Philadelphia Flyers, związany rocznym kontraktem. W styczniu 2014 przedłużył kontrakt o trzy lata. Od lipca 2017 zawodnik Winnipeg Jets, związany dwuletnim kontraktem. W czerwcu 2018 przeszedł do Montreal Canadiens, w którym już nie wystąpił
Uczestniczył w turnieju mistrzostw świata juniorów do lat 20 w 2008 i został najlepszym bramkarzem i zawodnikiem imprezy.

## Sukcesy

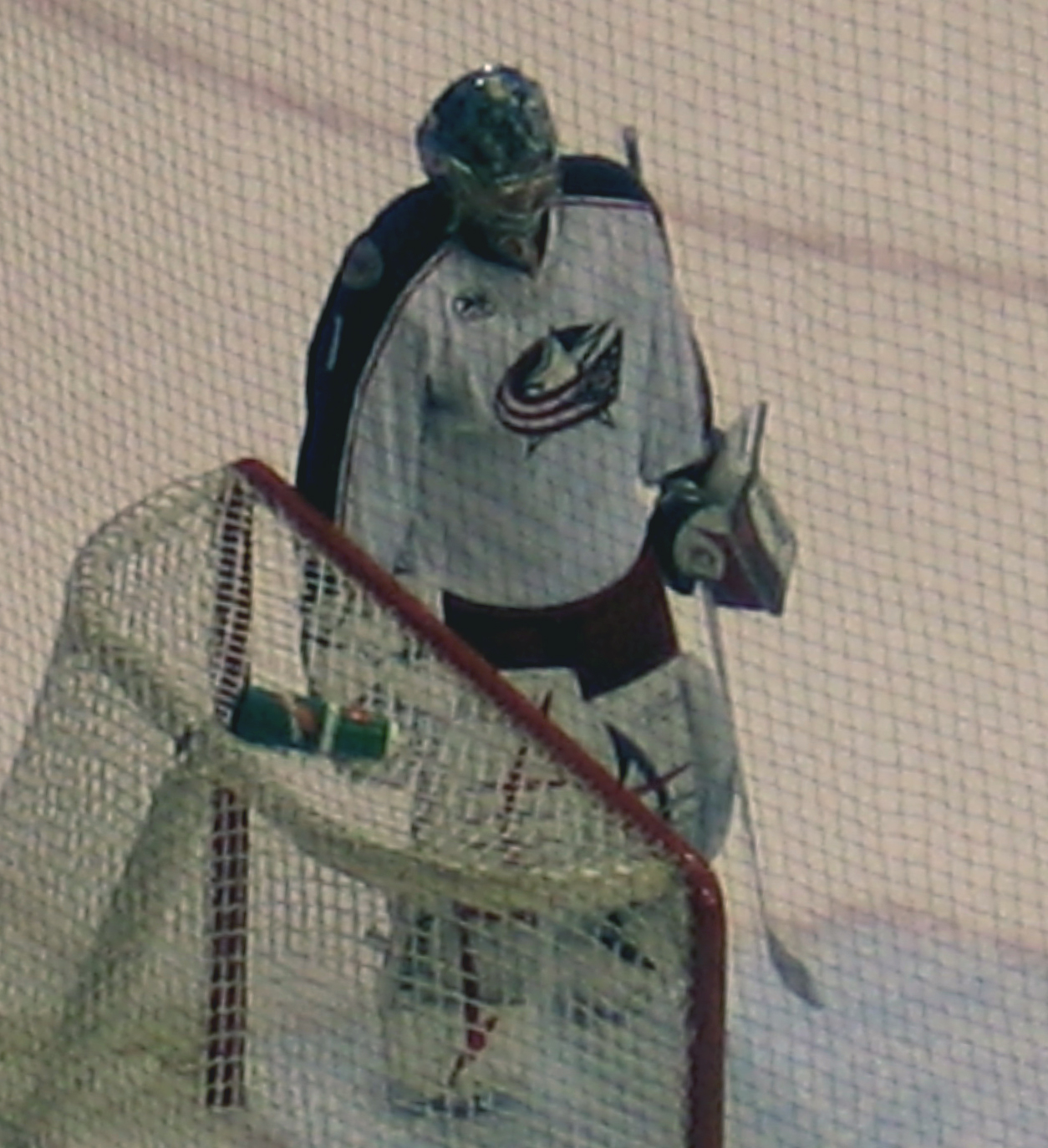
Steve Mason w barwach Columbus Blue Jackets (2009)

Reprezentacyjne
- Złoty medal mistrzostw świata juniorów do lat 20: 2008

Klubowe
- Wayne Gretzky Trophy: 2006 z London Knights, 2008 z Kitchener Rangers
- Hamilton Spectator Trophy: 2006, 2007 z London Knights, 2008 z Kitchener Rangers
- Holody Trophy: 2006, 2007 z London Knights, 2008 z Kitchener Rangers
- J. Ross Robertson Cup - mistrzostwo OHL: 2008 z Kitchener Rangers

Indywidualne
- Sezon OHL i CHL 2006/2007:
  - Najlepszy zawodnik tygodnia CHL - 25 marca 2007
  - Pierwszy skład gwiazd OHL
  - Najlepszy bramkarz sezonu OHL
- Sezon OHL i CHL 2007/2008:
  - Najlepszy zawodnik tygodnia CHL - 21 października 2007, 8 kwietnia 2008
  - Drugi skład gwiazd OHL
  - Najlepszy bramkarz sezonu OHL
- Mistrzostwa Świata Juniorów w Hokeju na Lodzie 2008/Elita:
  - Pierwsze miejsce w klasyfikacji skuteczności interwencji: 95,11%
  - Pierwsze miejsce w klasyfikacji średniej goli straconych na mecz: 1,19
  - Pierwsze miejsce w klasyfikacji liczby goli straconych w turnieju: 6[6]
  - Najlepszy zawodnik reprezentacji w meczu półfinałowym Kanada - USA 4:1[7]
  - Jeden z trzech najlepszych zawodników reprezentacji na turnieju[8]
  - Najbardziej Wartościowy Zawodnik (MVP) turnieju[9]
  - Najlepszy bramkarz turnieju
  - Skład gwiazd turnieju[10]
- Sezon NHL (2008/2009):
  - Najlepszy pierwszoroczniak miesiąca - listopad, grudzień 2008
  - NHL All-Rookie Team
  - Drugi skład gwiazd
  - Calder Memorial Trophy - najlepszy pierwszoroczniak sezonu

Rekordy
- Liczba zwycięstw meczowych wśród bramkarzy w sezonie regularnym OHL: 45 (sezon 2006/2007; nieaktualny - ważny do sezonu 2008/2009)
- Liczba asyst wśród bramkarzy w sezonie CHL: 8 (sezon 2006/2007)